# Alexander Contee Hanson

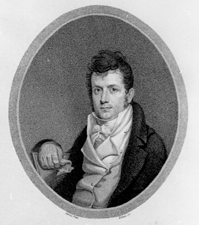
Alexander Contee Hanson

Alexander Contee Hanson (* 27. Februar 1786 in Annapolis, Maryland; † 23. April 1819 bei Elkridge, Maryland) war ein US-amerikanischer Politiker (Föderalistische Partei), der den Bundesstaat Maryland in beiden Kammern des Kongresses vertrat.
Alexander Hanson erhielt seine Bildung auf Privatschulen in Annapolis. Er machte 1802 seinen Abschluss am dortigen St. John’s College. In der Folge studierte er die Rechte, wurde in die Anwaltskammer aufgenommen und begann in seiner Heimatstadt zu praktizieren. In Baltimore gründete er die Zeitung Federal Republican, mit der er energisch die Sache der Föderalisten vertrat. Am 22. Juni 1812, vier Tage nach Beginn des Britisch-Amerikanischen Krieges, wurde sein Redaktionsbüro von einem wütenden Mob zerstört, nachdem er einen regierungskritischen Kommentar verfasst hatte. Er zog in ein anderes Gebäude um und wurde nur eine Woche später bei einem weiteren Aufruhr schwer verletzt. Daraufhin verlegte er den Sitz der Zeitung nach Georgetown.
Sein erstes politisches Mandat übernahm Hanson 1811 als Mitglied des Abgeordnetenhauses von Maryland. Im Jahr darauf wurde er ins US-Repräsentantenhaus gewählt, wo er vom 4. März 1813 bis zu seinem Rücktritt 1816 verblieb. Im selben Jahr verfehlte er die erneute Wahl ins Parlament seines Heimatstaates. Dafür zog er am 20. Dezember 1816 in den US-Senat ein, wo er den Platz des zurückgetretenen Robert Goodloe Harper einnahm. Hanson starb am 23. April 1819 auf seinem Anwesen „Belmont“ und wurde auf dem Familienfriedhof beigesetzt.